# Blue Star Patmos
Die Blue Star Patmos ist ein Fährschiff der griechischen Reederei Blue Star Ferries, welches 2012 in Dienst gestellt wurde und seitdem auf der Strecke von Piräus über Chios nach Mytilini in Fahrt ist.

## Geschichte
Die Blue Star Patmos entstand unter der Baunummer 7510 bei Daewoo Shipbuilding & Marine Engineering in Okpo und wurde am 12. Juni 2012 Blue Star Ferries übergeben. Am 9. Juli 2012 traf das Schiff in Piräus ein, von wo aus es am 10. Juli den Dienst nach Chios und Mytilini aufnahm.
In den frühen Morgenstunden des 30. August 2017 lief die Blue Star Patmos vor der Insel Ios auf Grund und musste wegen Wassereinbruchs evakuiert werden. Nach Überprüfung der Schadstelle wurde das Schiff am 6. September 2017 freigeschleppt und am 9. September 2017 in Perama ins Trockendock verholt.
Die Blue Star Patmos ist das jüngste Schiff in der Flotte von Blue Star Ferries. Sie hat mit der 2011 in Dienst gestellten Blue Star Delos ein älteres Schwesterschiff.